# Huttenhof (Würzburg)

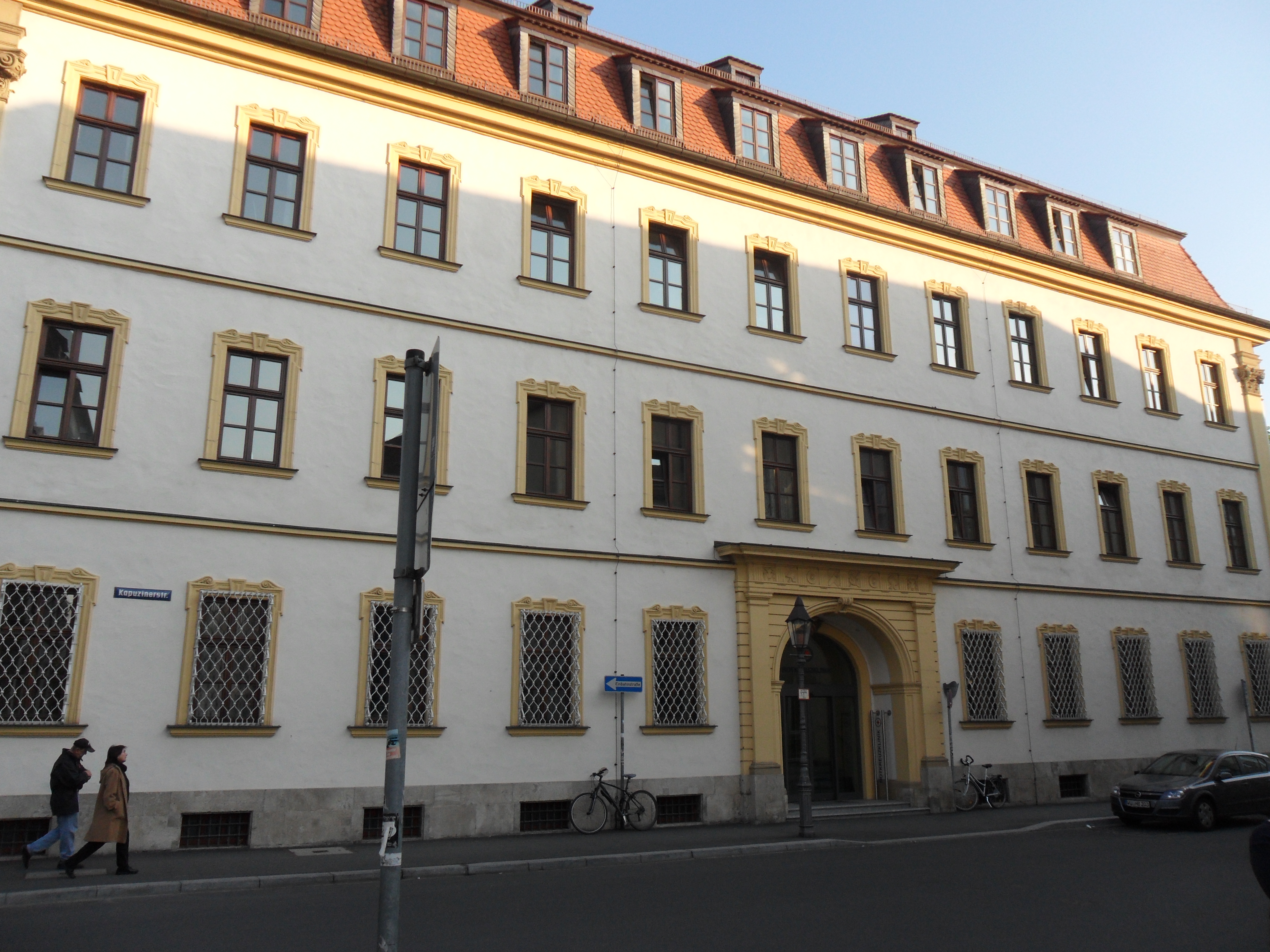
Die heutige Rotkreuzklinik Würzburg

Der Huttenhof ist ein um 1722 durch Balthasar Neumann erbautes barockes Anwesen in Würzburg, das seit 1909 als Rotkreuzklinik genutzt wird und nach der Zerstörung  im Zweiten Weltkrieg wiederaufgebaut wurde.

## Geschichte
Der nordöstlich an den Rosenbachpark anschließende Huttenhof war ein von Balthasar Neumann ehemals für sich selbst errichtetes repräsentatives Wohnhaus. 1725 wurde es vom damaligen Domdekan und späteren Fürstbischof Christoph Franz von Hutten (1673–1729) im Tausch gegen den bisherigen Huttenschen Hof in der Stadt erworben und blieb fortan im Besitz der fürstlichen Familie von Hutten. 1908 wurde der Huttenhof an das Rote Kreuz verkauft und am 20. September 1909 als Belegkrankenhaus eröffnet. Während der Bombenangriffe auf Würzburg am 16. März 1945 wurde die Klinik bis auf Reste der Außenmauern zerstört und deshalb provisorisch in einem Nebengebäude weiterbetrieben. Fünf Jahre später waren die Gebäude wiederaufgebaut und die Klinik konnte wieder im vollen Maße betrieben werden.

## Baubeschreibung
Das Gebäude ist ein geschütztes Baudenkmal mit der Aktennummer D-6-63-000-237, die Baubeschreibung des Bayerischen Landesamts für Denkmalpflege lautet:
Freistehender dreigeschossiger Mansardwalmdachbau mit Kolossal-Eckpilastern und Rustikaportal, Barock, Balthasar Neumann, 1724, Wiederherstellung nach 1945; Hoftor mit Rustika-Rahmung und Gartentür mit geohrter Rahmung, Sandstein, Barock, um 1724 